# Glen Housman
Glen Clifford Housman (ur. 3 września 1971 w Rockhampton) – australijski pływak długodystansowy, wicemistrz olimpijski z Barcelony na dystansie 1500 m stylem dowolnym.
W 1990 r. został wybrany najlepszym pływakiem w Australii. Jego żoną jest Jodie Housman (wcześniej Clatworthy), australijska pływaczka i olimpijka z Seulu.